# Lijst van afleveringen van 12 steden, 13 ongelukken
Hieronder volgt een overzicht van de afleveringen van de televisieserie 12 steden, 13 ongelukken.
De presentatie was van seizoen 1 tot en met 7 (1990-1996) in handen van Jan Douwe Kroeske, waarna hij in seizoen 8 werd opgevolgd door Menno Bentveld (1996-1998).

## Afleveringen
| Aflevering (Totaal)   | Aflevering (seizoen) | Plaats                  | Titel                              | Inhoud / Basisoorzaak van ongeluk | Datum             | Regie                         | Hoofdrol(len) | Scenario                                 |
| --------------------- | -------------------- | ----------------------- | ---------------------------------- | --- | ----------------- | ----------------------------- | --- | ---------------------------------------- |
| Seizoen 1 (1990-1991) |                      |                         |                                    | |                   |                               | |                                          |
| 1                     | 1                    | Maastricht              | Multiple choice                    | Onvoorspelbaar rijgedrag: een afslaande automobilist besluit toch rechtdoor te rijden, waardoor hij een bromfietsster aanrijdt.                                                                                                  | 25 maart 1990     | Richard Vierbergen            | Tjerk Risselada, Erik Arens, Anke Stienissen, Sjolanda Velland en Dirk Zeelenberg                                                                                          | Rosan Dieho-Hamme                        |
| 2                     | 2                    | Breda                   | De elfde van de elfde              | Een onverzekerde auto vliegt uit de bocht en rijdt een onverlichte fietser aan, die hierdoor uiteindelijk zijn been verliest. | 1 april 1990      | Richard Vierbergen            | Coen van Vlijmen, Annette Barlo, Howard Komproe, Erik Breij, Ruud Drupsteen, Reinout Bussemaker en Wivineke van Groningen                                                  | Lenny Klijn                              |
| 3                     | 3                    | Leeuwarden              | Ronald Klassen, Koerier            | Een koerier met veel haast rijdt met zijn auto door het rode licht en rijdt een jongen op een brommer aan. | 8 april 1990      | Wouter Stips                  | Frank Schaafsma, Manouk van der Meulen, Bartho Braat, Martin Versluys, Erik Koningsberger, Janke Dekker, Peter Tuinman, Bert Kuizenga, Coby Timp en Filip Bolluyt          | Wouter Stips                             |
| 4                     | 4                    | Arnhem                  | Slecht zicht                       | Door een slechtzichtsituatie ziet een automobiliste een motorrijder over het hoofd. | 15 april 1990     | Wouter Stips                  | Caroline De Bruijn, Kees Prins, Carol van Herwijnen, Wil van der Meer, Anja Winter, Peer Mascini, Cor Witschge en Celia van den Boogert                                    | Edith Cohen en Richard Fokker            |
| 5                     | 5                    | Hoogezand-Sappemeer     | Slalommen                          | Te hard rijden binnen de bebouwde kom, waardoor een aanrijding niet meer te voorkomen is en de auto na de klap over de kop slaat.                                                                                                | 22 april 1990     | Wouter Stips                  | Herman Boerman, Babette van Veen, Fred Vaassen, Ellen Röhrman, Nora Kretz en Coby Stunnenberg                                                                              | Lenny Klijn                              |
| 6                     | 6                    | Emmeloord               | Oma's kind                         | Een automobilist ziet tijdens het inhalen van een landbouwvoertuig een lijnbus over het hoofd. De auto vliegt over de kop en de bestuurder overleeft dit ongeluk uiteindelijk niet.                                              | 1 december 1990   | Wouter Stips                  | Olaf Malmberg, Cynthia Abma, Fiet Dekker, Maud Loth, Dan van Steen en Bettina Berger                                                                                       | Rosanne Dieho-Hamme                      |
| 7                     | 7                    | Alkmaar                 | Waardevast                         | Rijden zonder autogordel. Beide bestuurders overleven de botsing uiteindelijk niet. | 8 december 1990   | Wouter Stips                  | Porgy Franssen, Hiske van der Linden, Hero Muller, Hugo Haenen en Els Ingeborg Smits                                                                                       | Rosanne Dieho-Hamme                      |
| 8                     | 8                    | Gouda                   | Lang zullen ze leven               | Alcohol nuttigen wanneer men nog auto moet rijden. | 22 december 1990  | Wouter Stips                  | Victor Reinier, Marnie Blok, Peter Bolhuis, Moniek van Male, Cahit Ölmez en Wick Ederveen                                                                                  | Henk Burger                              |
| 9                     | 9                    | Amersfoort              | De zangwedstrijd                   | Te hard rijden op een plek waar aan de weg gewerkt wordt, kost een wegwerker het leven. | 29 december 1990  | Wouter Stips                  | Jules Hamel, Freark Smink, Frederik de Groot, Martine van Os, Fons Merkies en Valentijn Ouwens                                                                             | Theo van Duren                           |
| 10                    | 10                   | Assen                   | Park Stop                          | Een jongen op een snorfiets botst op een fietsende vrouw. | 5 januari 1991    | Wouter Stips                  | Sanne Stips, Ottolien Boeschoten, Bavo Galama, Han Kerckhoffs, Elsje de Wijn en Ids van der Krieken                                                                        | Wouter Stips                             |
| 11                    | 11                   | Zwolle                  | Een patatje halen                  | Rijden op een brommer zonder helm of met een slechtzittende helm. | 12 januari 1991   | Wouter Stips                  | Erik Arens, Rifka Lodeizen, Harry van Rijthoven, Edwin de Vries, Dick Rienstra, Nico Schaap, Marcel Musters en Barbara Gozens                                              | Klaus de Haan en Folkert Oldersma        |
| 12                    | 12                   | Vlissingen              | Concert in Cadzand                 | Te hard rijden en onvoldoende afstand houden leiden tot een ongeluk, waarbij drie betrokkenen ernstig inwendig letsel oplopen.                                                                                                   | 19 januari 1991   | Wouter Stips                  | Arjan Kindermans, Camilla Braaksma, Michiel Romeyn, Koen De Bouw en Karen van Holst Pellekaan                                                                              | Jan-Jaap Jansen                          |
| Seizoen 2 (1991)      |                      |                         |                                    | |                   |                               | |                                          |
| 13                    | 1                    | Nederweert              | Surprise!                          | Fietsen met walkman op, waardoor de fietser een afslaande auto te laat opmerkt en wordt geschept. | 5 oktober         | Wouter Stips                  | Edward Koldewijn, Hugo Metsers, Yvonne van den Hurk en Elle van Rijn | Ajé Boschhuizen                          |
| 14                    | 2                    | Ooststellingwerf        | Winkelen                           | Een jongen rijdt met een brommer het water in door een onverantwoorde inhaalmanoeuvre. | 12 oktober        | Wouter Stips                  | Mark Ram, Bert Kuizenga, Manon Slot, Henk Wams, Aus Greidanus jr. en Maartje Nevejan                                                                                       | Astrid Schaeffer                         |
| 15                    | 3                    | Apeldoorn               | Want de lucht is ook blauw         | Oversteken zonder uit te kijken. Een meisje steekt tussen geparkeerde auto's plotseling de weg over, waardoor een aanrijding met een auto niet meer te vermijden is.                                                             | 19 oktober        | Wouter Stips                  | Rik Launspach, Carla Hardy, Leo Straus, Liesbeth Coops en Marijke Bakker                                                                                                   | Ruud van Megen                           |
| 16                    | 4                    | Delfzijl                | Afscheid                           | Een man heeft zijn gordel niet om. Bij het maken van een noodstop voor spelende kinderen vliegt hij met zijn hoofd door de voorruit.                                                                                             | 26 oktober        | Wouter Stips                  | Joop Wittermans, Hedie Meyling, Hajo Bruins, Wiske Sterringa, Coby Timp, Romke de Leeuw en Arnica Elsendoorn                                                               | Paul Pelsser                             |
| 17                    | 5                    | Meppel                  | De Melkwegtaart                    | Een gevaarlijke inhaalmanoeuvre en onvoldoende afstand houden leiden tot een ongeluk met dodelijke afloop. | 2 november        | Wouter Stips                  | Henriëtte Koch, Jurg Molenaar, Lukas Dijkema en Herman Vinck | Hans Horstink                            |
| 18                    | 6                    | Dronten                 | Een meisje                         | Een motorrijdster rijdt tegen de buitenspiegel van een voorsorterende autobus. | 9 november        | Wouter Stips                  | Esther Dekker, Hein van der Heijden, Paul van Soest, Jos Jonkers, Annet Malherbe en Gwen Eckhaus                                                                           | Ajé Boschhuizen                          |
| 19                    | 7                    | Almelo                  | Belemmering                        | Door voorrang te nemen in plaats van krijgen, wordt een vrouw op een brommer aangereden door een automobilist. | 16 november       | Wouter Stips                  | Lieke-Rosa Altink, Marcel Musters, Eric Corton, Bart Gabriëlse en Liz Snoijink                                                                                             | Rosan Dieho-Hamme                        |
| 20                    | 8                    | Oss                     | Kaartenhuis                        | In dichte mist botsen acht auto's door onvoldoende afstand te houden op elkaar, waarbij drie mensen om het leven komen. | 23 november       | Wouter Stips                  | George van Houts, Erik de Vogel, Siem van Leeuwen, Caya de Groot, Moniek van Male, Nico Schaap en Willem van de Sande Bakhuyzen                                            | Rosan Dieho-Hamme                        |
| 21                    | 9                    | Schagen                 | Verkeerd ingeschat                 | Door onvoldoende afstand te houden raken twee auto's betrokken bij een kop-staartbotsing, waarbij een van de inzittenden een whiplash oploopt.                                                                                   | 30 november       | Wouter Stips                  | Tjerk Risselada, Marieke van der Pol, Bernhard Droog en Truus Dekker | Rosan Dieho-Hamme                        |
| 22                    | 10                   | Soest                   | Geslaagd                           | Een auto-ongeluk als gevolg van het rijden na alcoholconsumptie kost aan twee van de vier inzittenden het leven. | 7 december        | Wouter Stips                  | Edward Stelder, Paulien Leussink, Peter Post, Wim Bax en Devika Strooker                                                                                                   | Marjan Jelsma                            |
| 23                    | 11                   | Leiden                  | Ken ik u niet ergens van?          | Er wordt zonder helm gereden op een opgevoerde snorfiets. | 14 december       | Wouter Stips                  | Raymi Sambo, Rob van de Meeberg, Ellen Pieters, Freek van Muiswinkel, Tobia Janssen en Sanne Stips                                                                         | Ruud van Megen                           |
| 24                    | 12                   | Terneuzen               | Doornroosje                        | Een verhuizer rijdt een fietsend meisje aan, dat zwaargewond en in coma raakt. | 21 december       | Wouter Stips                  | Apolonia van Veen, Adriaan Adriaanse, Cecile Heuer, Diane Lensink, Steven de Jong en Alfred van den Heuvel                                                                 | Ajé Boschhuizen                          |
| Seizoen 3 (1992-1993) |                      |                         |                                    | |                   |                               | |                                          |
| 25                    | 1                    | Groningen               | Een schertsvertoning               | Rijden onder invloed van alcohol. Nadat de bestuurder een voetganger heeft geschept, slaat hij op de vlucht. Het ontwijken van een politieafzetting leidt tot een frontale botsing met een tegemoetkomende auto.                 | 3 oktober         | Wouter Stips                  | Joop Wittermans, Lidewij Benus, Esmée de la Bretonière, Mies de Heer, Celia van den Boogert, Erik Arens en Luk Van Mello                                                   | Ruud van Megen                           |
| 26                    | 2                    | Deventer                | Blinde vlek                        | | 10 oktober        | Bouke Kappers                 | | Rosan Dieho-Hamme                        |
| 27                    | 3                    | Borculo                 | De geitjes voeren                  | | 17 oktober        | Bouke Kappers                 | |                                          |
| 28                    | 4                    | Maarssen                | Barbecue                           | Een automonteur is onder een auto aan het lassen terwijl er benzine op zijn overall lekt, met brand tot gevolg. | 24 oktober        | Willem van de Sande Bakhuyzen | Job Redelaar, Joost Buitenweg, Pleuni Touw, Jules Hamel en Eelco Vellema                                                                                                   | Ajé Boschhuizen                          |
| 29                    | 5                    | Vianen                  | Keerpunt                           | Door anorexia is iemand minder scherp, en een kind zonder gordel. | 31 oktober        | Willem van de Sande Bakhuyzen | Ellen ten Damme, Walter Crommelin, Esther Roord, Peter Blok en Ferry Kaljee                                                                                                | Zebi Damen                               |
| 30                    | 6                    | Kampen                  | Huisarrest                         | Een suikerpatiënt raakt door insulinetekort met auto van de weg en komt uiteindelijk in het water terecht. | 7 november        | Wouter Stips                  | Tygo Gernandt, Detlev Pols, Pim Lambeau, Klaas Hulst en Harry van Rijthoven                                                                                                | Hans Horstink                            |
| 31                    | 7                    | Amsterdam               | Big City                           | Een taxichauffeur rijdt door het rode verkeerslicht en botst tegen een fietsende man aan. | 14 november       | Willem van de Sande Bakhuyzen | Nienke Sikkema, Titus Tiel Groenestege, Lukas Dijkema, Machiel van Cooten, Aat Nederlof, Devika Strooker en Nico Schaap                                                    | Rosan Dieho-Hamme                        |
| 32                    | 8                    | Nijmegen                | Bloed, zweet en tranen             | Een slager schiet uit met zijn mes en raakt de slagader in zijn pols. | 21 november       | Bouke Kappers                 | Adriaan Adriaanse, Isolde Hallensleben, Howard van Dodemont en Freek van Muiswinkel                                                                                        | Otto Holzhaus                            |
| 33                    | 9                    | Almere                  | Blijde verwachting                 | Bestuurder met onverzekerde auto botst door onoplettendheid tegen een busje. | 28 november       | Willem van de Sande Bakhuyzen | Guus Dam, Colla Marsman, Margôt Ros, Wim Kouwenhoven en Anita Menist | Collectief Foks                          |
| 34                    | 10                   | Woerden                 | Op het land                        | Een boer krijgt de dissel van de giertank op zijn benen als deze van de trekhaak van de trekker valt, waardoor hij nooit meer kan lopen.                                                                                         | 5 december        | Wouter Stips                  | Olaf Malmberg | Paul Lochtenberg                         |
| 35                    | 11                   | Uithoorn                | De muziekdoos                      | Een meisje valt van een balkon. | 12 december       | Willem van de Sande Bakhuyzen | Hiske van der Linden, Har Smeets, Jack Wouterse en Bert Bunschoten | Esmé Lammers                             |
| 36                    | 12                   | Eindhoven               | Trans Siberië express              | Oververmoeid rijden. Een man valt in slaap tijdens het rijden, waardoor de auto van de weg raakt en over de kop slaat. De bestuurder, die geen autogordel draagt, wordt uit het voertuig geslingerd en loopt een dwarslaesie op. | 19 december       | Bouke Kappers                 | Victor Reinier, Marjolein Beumer, Christine Bijvanck, Freerk Bos en Maarten Spanjer                                                                                        | Marco van Geffen en Willem van Zadelhoff |
| 37                    | 13                   | Spijkenisse             | Timmermanszoon                     | | 26 december       | Willem van de Sande Bakhuyzen | Geert Lageveen, Irma Hartog, Hein van der Heijden en Nelleke Zitman |                                          |
| 38                    | 14                   | Den Haag                | Karma                              | | 2 januari         | Willem van de Sande Bakhuyzen | |                                          |
| 39                    | 15                   | Sneek                   | Verkeken kans                      | | 9 januari         | Bouke Kappers                 | |                                          |
| 40                    | 16                   | Zaandam                 | Confrontatie                       | Door confrontatie met eigen trauma verliest een chauffeur de macht over het stuur. Hierdoor raakt de auto van de weg en slaat over de kop.                                                                                       | 16 januari        | Bouke Kappers                 | Liz Snoijink, Hans Ligtvoet, Wim Zomer, Marnie Blok en Kees van Lier | Martijn Leijen en Stefan Struik          |
| Seizoen 4 (1993-1994) |                      |                         |                                    | |                   |                               | |                                          |
| 41                    | 1                    | Rotterdam               | Naar de haaien                     | Een man valt achter het stuur in slaap, raakt van de weg en slaat over de kop. | 2 oktober         | Willem van de Sande Bakhuyzen | Michiel Varga, Isa Hoes, Esgo Heil en Betty Schuurman | Rob de Barbanson en Sjaak Vlaming        |
| 42                    | 2                    | Bergen                  | Fataal Spel                        | Een motorrijder komt om nadat hij uit de bocht is gevlogen tijdens een verkeersruzie. | 9 oktober         | Will Wissink                  | Pieter Lutz, Alwien Tulner, Bennie den Haan en Daan Faber | Bert Bouma                               |
| 43                    | 3                    | Waddinxveen             | Happy mouse                        | Een bijrijder geeft een ruk aan het stuur, waardoor de auto van de weg raakt en over de kop slaat. De hoogbejaarde bijrijder overleeft het ongeluk niet.                                                                         | 16 oktober        | Will Wissink                  | Danny de Munk, Frits Butzelaar, Arthur Pont, Mariëlle van Sauers en Esther Scheldwacht                                                                                     | Zebi Damen                               |
| 44                    | 4                    | Delft                   | Naar bed, naar bed                 | Oververmoeid rijden. | 23 oktober        |                               | Hans Hoes, Aat Nederlof, Olaf Malmberg en Rieneke van Nunen | Marieke van der Pol                      |
| 45                    | 5                    | Zutphen                 | De eerste keer                     | Opvoeren van een snorfiets | 30 oktober        |                               | |                                          |
| 46                    | 6                    | Barneveld               | Mallorca                           | Een vrachtwagen verliest hooibalen tijdens de rit. Door slecht zicht en te hard rijden ontstaat een dubbele aanrijding. | 6 november        | Will Wissink                  | Michiel Kerbosch, Doris Baaten, Niek Pancras, Dennis Rudge en Guus van der Made                                                                                            | Sam Schürg en Lydia Verbeeck             |
| 47                    | 7                    | Leeuwarden              | Machteloos                         | Een automobilist moet uitwijken voor een plotseling uitparkerende auto en botst uiteindelijk tegen een geparkeerde bestelbus. | 13 november       | Will Wissink                  | Jan van Eijndthoven, Rick Nicolet, Huib Broos, Daniël Boissevain, Camilla Siegertsz, Ids van der Krieke, Nico Meurs en Nandy de Vries                                      | Willem van de Sande Bakhuyzen            |
| 48                    | 8                    | Hilversum               | Wie dan leeft                      | Doordat een man zich te veel concentreert op een emotioneel telefoongesprek, valt hij van een ladder die op een gladde ondergrond niet stevig genoeg staat.                                                                      | 27 november       |                               | Joost Prinsen, Sjoera Retèl en Annemarie Oster | Henk Burger                              |
| 49                    | 9                    | Vleuten                 | De eersten zullen de laatsten zijn | Onvoldoende afstand houden en agressief rijgedrag leiden tot een kop-staartbotsing, waarna een van de auto's in de sloot belandt.                                                                                                | 4 december        | Hans Walther                  | Bob van Tol, Johanneke van Kooten, Annemarie Steen en Bart Gabriëlse | Steven R. Thé                            |
| 50                    | 10                   | Monnickendam            | De vingerwijzing van Osiris        | De vinger van een jongen wordt afgerukt als hij met zijn boot wordt vlotgetrokken, terwijl het sleeptouw om zijn handen zit. | 11 december       |                               | Tygo Gernandt, Karin Meerman, Joop Wittermans, Tim Immers en Hans van der Gragt                                                                                            | Arthur Japin                             |
| 51                    | 11                   | Rucphen                 | Carmen                             | Bellen tijdens het rijden. Man concentreert zich te veel op een telefoongesprek en rijdt als hij onverwacht moet uitwijken een woonhuis in.                                                                                      | 18 december       |                               | Aus Greidanus sr. en Bert Luppes | Otto Holzhaus en Bas Holzhaus            |
| 52                    | 12                   | Noordwijk               | Unlimited                          | Overvloedig alcoholgebruik en een mislukte uitwijkmanoeuvre leiden tot een ongeluk waarbij de auto in brand vliegt. Dit kost aan twee van de drie inzittenden het leven.                                                         | 25 december       | Willem van de Sande Bakhuyzen | George van Houts, Ruurt de Maesschalck, Elja Pelgrom, Leopold Witte, Jack Vecht en Joris Putman                                                                            | Ger Apeldoorn en Harm Edens              |
| 53                    | 13                   | Amsterdam               | Voor de fun                        | Joyriding. | 1 januari         | Will Wissink                  | |                                          |
| 54                    | 14                   | Weesp                   | Jump!                              | Tijdens een atletiekwedstrijd breekt een man zijn enkel, doordat hij onervaren is en niet eerst getraind heeft. | 8 januari         | Hans Walther                  | Anke Jansen, Jim Berghout, Kika Mol en Jos Jonkers |                                          |
| 55                    | 15                   | 's-Hertogenbosch        | Water en vuur                      | Een man loopt ernstige brandwonden op door spiritus te spuiten op een brandende barbecue. | 15 januari        | Hans Walther                  | Frederik de Groot, Marloes van den Heuvel, Theo de Groot en Adriënne Kleiweg                                                                                               |                                          |
| 56                    | 16                   | Haarlem                 | Vanitas                            | Een oudere man is in verwarring gebracht door veranderde verkeersregels. Hij wordt geschept door een depressieve automobilist en overleeft dit ongeluk niet.                                                                     | 22 januari        | Hans Walther                  | Coby Timp, Joop Doderer, Christo van Klaveren en Hans Breetveld | Paul Groot                               |
| Seizoen 5 (1994-1995) |                      |                         |                                    | |                   |                               | |                                          |
| 57                    | 1                    | Tilburg                 | Tranen, zweet en bloed             | Te veel risico nemen bij een stoplicht leidt tot een ongeluk met drie gewonden. | 17 september      | Hans Walther                  | Willemijn van der Ree, Kim Coppens, Edward Koldewijn, Han Römer en Titus Tiel Groenestege                                                                                  | Willem van de Sande Bakhuyzen            |
| 58                    | 2                    | Rotterdam               | Haast                              | Een vuilnisman krijgt door ongescheiden afval ammoniak in zijn gezicht. | 24 september      | Will Wissink                  | Tamar Baruch, Fred Velle, Louis Kockelmann, Marcel Faber en Dennis Rudge                                                                                                   | Bart Grimbergen en Ben Wijering          |
| 59                    | 3                    | Dronten                 | Kunstgrepen                        | Door kortsluiting en onoplettendheid, verliest een slager zijn hand in een gehaktmolen waarvan de veiligheidskap verwijderd is.                                                                                                  | 1 oktober         | Hans Walther                  | Thijs Bayens, Rudi Falkenhagen, Annemarie Steen, Loes Vos en Sjoukje Hooymaayer                                                                                            | Harry Huizing                            |
| 60                    | 4                    | Sneek                   | Een beetje geluk                   | Door onoplettendheid raakt een auto van de weg, waardoor een tegemoetkomende vrouw met haar auto moet uitwijken en het water inrijdt.                                                                                            | 8 oktober         | Will Wissink                  | Geert Lageveen, Cynthia Abma, Bram Bart, Barbara Gozens, Reinier Heidemann en Gerard Borkus                                                                                | Lars Boom                                |
| 61                    | 5                    | Den Haag                | Perpetuum mobile                   | Een man overlijdt door verstikking tijdens een brand die ontstaat door kortsluiting. | 15 oktober        | Hans Walther                  | Elisa van Riessen, Machiel van Cooten, Moniek van Male en Henk van Ulsen                                                                                                   | Simone van den Ende                      |
| 62                    | 6                    | Apeldoorn               | Vuurland                           | Een onervaren motorrijder wordt over het hoofd gezien door afslaande automobilist. De motorrijder overlijdt aan zijn verwondingen.                                                                                               | 22 oktober        | Hans Walther                  | Barbara Pouwels, Paul Groot, Erik de Bruyn en Christo van Klaveren | Hans Sibarani                            |
| 63                    | 7                    | Gorinchem               | Vriendendienst                     | Een oudere vrouw denkt de keuring van haar rijvaardigheid niet nodig te hebben. Geen voorrang verlenen leidt tot een ongeluk waarbij ze de dood vindt.                                                                           | 29 oktober        | Will Wissink                  | Mary Dresselhuys, Elly Weller en Bram van der Vlugt | Marieke van der Pol                      |
| 64                    | 8                    | Utrecht                 | De kater blijft                    | Een verkeersruzie loopt uit de hand, met een opzettelijke aanrijding tot gevolg. | 5 november        | Robert Jan Birkenfeld         | Rob Das, Catalijn Willemsen, Freek van Muiswinkel, Nienke Sikkema, Arthur Boni en Folmer Overdiep                                                                          | Justus van Oel                           |
| 65                    | 9                    | Bruinisse               | Slikken                            | Een busje verongelukt door slik op de weg. | 12 november       | Stephan Brenninkmeijer        | Hidde Maas, Trudy Labij, Joep Sertons, Victor Reinier | Ger Apeldoorn en Harm Edens              |
| 66                    | 10                   | Hoofddorp               | Een verstoorde droom               | Een vrachtwagenchauffeur rijdt vanwege oververmoeidheid en onoplettendheid door een rood verkeerslicht. Hierdoor is een aanrijding met een auto met daarin een zwangere vrouw niet meer te vermijden.                            | 26 november       | Hans Walther                  | Tom de Jong, Lia Bolte, Howard van Dodemont, Pim van den Heuvel, Simone Ettekoven, Jack Monkau, Yvon Jaspers en Pauline van Aken                                           | Paul Hegeman                             |
| 67                    | 11                   | Naarden                 | Ooggetuigen                        | Te veel risico nemen op een provinciale weg. Een krant lezen tijdens het rijden leidt tot een ongeluk met drie gewonden. | 3 december        | Hans Walther                  | Joop Wittermans, Marc Krone, Hans Breetveld, Ingrid Willemse, Bob van Tol en Eric Corton                                                                                   | Bert Bouma                               |
| 68                    | 12                   | Heerhugowaard           | Hoogmoed                           | Een ongeluk door oneigenlijk gebruik van een kettingzaag. | 10 december       | Stephan Brenninkmeijer        | Marijke Veugelers, Paul Gieske, Ad van Kempen, Willy van der Griendt | Ruud Schuurman                           |
| 69                    | 13                   | Almere                  | Spaans voor beginners              | Door gebrek aan onderhoud ontploft een gasfles op een camping. | 17 december       | Hans Walther                  | Dirk Zeelenberg, Elvira Out, Marloes van den Heuvel, Jim Berghout, Freek van Muiswinkel en Diana Dobbelman                                                                 | Nicole van Kilsdonk                      |
| 70                    | 14                   | Muiden                  | Idool                              | Een man rijdt te hard op een landweg. Als hij moet uitwijken voor een tegemoetkomende vrachtauto, raakt hij van de weg en rijdt door een schaftkeet.                                                                             | 24 december       | Tjebbo Penning                | Mike Libanon, George van Houts, Renée Fokker, Pamela Teves en Harry van Rijthoven                                                                                          | Raymond Debats                           |
| 71                    | 15                   | Alphen (Noord-Brabant)  | Knallen                            | Spelen met vuurwerk. | 31 december       | Will Wissink                  | Jesse Faber, Simone Gablan, Joris Putman, Maeve van der Steen, Rolf Leenders en Gerard Meyler                                                                              | Robert Jan Overeem                       |
| 72                    | 16                   | Emmeloord               | De vijver                          | Een meisje verdrinkt door onoplettendheid in een tuinvijver. | 7 januari         | Simone van den Ende           | Leny Breederveld, Ellen Pieters, Piet Römer, Truus Dekker en Jack Wouterse                                                                                                 | Helen Pavias                             |
| 73                    | 17                   | Castricum               | Lasergun                           | Een afslaande auto rijdt een zonder licht rijdende fietser aan. | 14 januari        | Simone van den Ende           | Jaap Stobbe, Jop Joris, Maud Loth, Malou Gorter en Marlies Heuer | Wilbert Smit                             |
| 74                    | 18                   | Diemen                  | Een bocht te veel                  | Een jongen valt met een vorkheftruck om en krijgt een zware klap . | 21 januari        | Simone van den Ende           | Tygo Gernandt, Frank Houtappels, Klaas Hulst, Tatum Dagelet en Coby Stunnenberg                                                                                            | Don Duyns                                |
| Seizoen 6 (1995-1996) |                      |                         |                                    | |                   |                               | |                                          |
| 75                    | 1                    | Vlaardingen             | Kortsluiting                       | Door onoplettendheid verliest een man zijn beide benen in een graansilo. | 16 september 1995 | Hans Walther                  | Guus Dam, Ben Ramakers, Eric van Sauers, Vefa Öcal, Alina Kiers, Erik Koningsberger en Anita Barens                                                                        | Orlando Janga                            |
| 76                    | 2                    | Gouda                   | Etude in g-mineur                  | Roekeloos rijgedrag, een gevaarlijke inhaalmanoeuvre en het niet dragen van de autogordel leiden tot een ongeluk waarbij het slachtoffer een dwarslaesie oploopt.                                                                | 7 oktober 1995    | Simone van den Ende           | Mark Rietman, Dana Dool, Bart Klever, Pieternel Pouwels en Lieke-Rosa Altink                                                                                               | Erik de Bruyn                            |
| 77                    | 3                    | Nijkerk                 | Breekbaar                          | Een meisje loopt een dwarslaesie op door te duiken in ondiep water. | 14 oktober 1995   | Hans Walther                  | Daniël Boissevain, Esmée de la Bretonière, Celia van den Boogert, Freek van Muiswinkel en Coby Stunnenberg                                                                 | Frank Herrebout en Leo van Maaren        |
| 78                    | 4                    | Lage Vuursche           | Pasfoto's                          | Rijles in eigen auto leidt tot een auto-ongeluk waarbij een boomstam zich door de voorruit boort. | 21 oktober 1995   | Stephan Brenninkmeijer        | Rifka Lodeizen, Rob Das, Willy van der Griendt, John Leddy, Mark van der Laan                                                                                              | Nicole van Kilsdonk                      |
| 79                    | 5                    | Leiden                  | Hoogspanning                       | Iemand krijgt een elektrische schok doordat iemand anders de stroom aanzet terwijl hij nog bezig is met de elektriciteitskabels.                                                                                                 | 28 oktober 1995   | Simone van den Ende           | Aus Greidanus jr., Ad Knippels en Folmer Overdiep | Saskia van Basten Batenburg              |
| 80                    | 6                    | Delft                   | Noodlot                            | Een kind komt met de fiets onder een afslaande vrachtwagen. | 11 november 1995  | Will Wissink                  | René van Zinnicq Bergmann, Camilla Siegertsz, Coen van Vlijmen, Ellen ten Damme, Mimi Kok en Eugène Ligtvoet                                                               | Colette Bothof                           |
| 81                    | 7                    | Mijdrecht               | Brandend Geheim                    | Een jongen rijdt met loszittende helm op een brommer, waarmee hij onder een vrachtwagen ten val komt. De vrachtwagen trekt even later nietsvermoedend op.                                                                        | 18 november 1995  | Will Wissink                  | Mads Wittermans, Alexandra Blaauw, Eric Corton, Jules Hamel, Jack Monkau, Hans Beijer en Hiske van der Linden                                                              | Alex van Galen en Berry van Galen        |
| 82                    | 8                    | Zoetermeer              | Oude liefde                        | Een automobilist rijdt onder invloed van alcohol. Door zijn verminderde reactiesnelheid is een aanrijding met een ouder echtpaar dat een noodstop moet maken voor een verkeerslicht niet meer te vermijden.                      | 25 november 1995  | Hans Walther                  | Reinout Bussemaker, Carolina Mout, Marlies van Alcmaer, Will van Selst, Kees Coolen en Martin Schwab                                                                       | Bart Grimbergen en Ben Wijering          |
| 83                    | 9                    | Bakkum                  | Op adem komen                      | | 2 december 1995   | Saskia Vredeveld              | Tjebbo Gerritsma, Jaap Postma en Linda de Wolf |                                          |
| 84                    | 10                   | Ede                     | Baby blues                         | Geen gordel dragen en een baby los in de auto vervoeren. Moeder en baby overleven de aanrijding niet. | 9 december 1995   | Hans Walther                  | Miryanna van Reeden, Bart Gabriëlse, Bart Poulissen, Guus Dam en Hans van den Berg                                                                                         | Mark Boode                               |
| 85                    | 11                   | Laren                   | Het feest                          | Een man glijdt uit en komt met zijn voet onder de grasmaaier, waarvan de dodemansknop geblokkeerd is. | 16 december 1995  | Bastiaan Tuerlings            | Oda Spelbos, Diana Dobbelman, Truus Dekker en Dick Rienstra | Pieter Kuijpers                          |
| 86                    | 12                   | Harderwijk              | Wie weg is wordt gezien            | Een motorrijder wordt aangezien voor brommer. | 23 december 1995  | Stephan Brenninkmeijer        | Joep Sertons, Robin Rienstra, Klaas Hulst, Winston Rodriquez, Peter Hoeksema, Dan van Steen en Paulien Leussink                                                            | Jan Bernard Bussemaker                   |
| 87                    | 13                   | Lisse                   | Zus of zo                          | Tijdens een woordenwisseling tijdens een diner, raakt een vrouw zo overstuur dat ze uitglijdt en een fonduepan met hete olie over zich heen krijgt.                                                                              | 30 december 1995  | Hans Walther                  | Roos Blaauboer, Alexander van Heteren, Charlotte Fontijn en Howard van Dodemont                                                                                            | Paul Hegeman                             |
| 88                    | 14                   | Alkmaar                 | Prettig weekend                    | Hinderlijk naast elkaar fietsen, met een opzettelijke aanrijding tot gevolg. | 6 januari 1996    | Roel Reiné                    | Dimme Treurniet, Erik Arens, Ad Fernhout en Betty Schuurman | Hans Rusche en Ineke Swanevelt           |
| 89                    | 15                   | Arnhem                  | Marjan                             | Een meisje loopt door een glazen deur. | 13 januari 1996   | Stephan Brenninkmeijer        | Margot van Doorn, Marijke Veugelers, Marcel Faber en Eddie Brugman | Helen Pavias                             |
| 90                    | 16                   | Apeldoorn               | Op drift                           | Een kettingbotsing als gevolg van ongeconcentreerd rijgedrag. | 20 januari 1996   | Roel Reiné                    | Margo Dames, Geert Timmers, Frank Rigter en Valerie Faure | Harry Huizing                            |
| 91                    | 17                   | Haarlem                 | Wannabees                          | Een jongen op een skateboard valt, door uit te wijken voor een auto, op straat. Doordat hij geen bescherming draagt, breekt hij zijn knie.                                                                                       | 27 januari 1996   | Will Wissink                  | Tjerk Risselada | Jacqueline Epskamp                       |
| 92                    | 18                   | Amsterdam               | Hartebloed                         | Een vrijpartij tijdens het rijden en het niet dragen van een gordel leiden tot een ongeluk waarbij een zwaargewonde valt. | 3 februari 1996   | Saskia Vredeveld              | Erik de Bruyn, Eva Krammer, Coby Timp, Arthur Boni en Olaf Malmberg | Bob in 't Hout                           |
| 93                    | 19                   | Abcoude                 | Het voorgenomen huwelijk           | Een man loopt door onoplettendheid bij een botsing tussen twee andere auto's een dwarslaesie op. | 10 februari 1996  | Hans Walther                  | Rick Nicolet, Loes Vos, Mike Reus, Edward Koldewijn en Dries Smits | Helen Pavias                             |
| 94                    | 20                   | Soest                   | Houseparty                         | Rijden onder invloed van xtc-pillen. | 17 februari 1996  | Roel Reiné                    | Fedja van Huêt, Kees Boot, Arjan Kindermans, Frits Lambrechts en Theo de Groot                                                                                             | Phil van Tongeren                        |
| 95                    | 21                   | Huizen                  | Smash                              | Een fietsend meisje wordt overreden door een onoplettende bestuurder die een bocht neemt, met de dood tot gevolg. | 24 februari 1996  | Hans Walther                  | Coen van Vrijberghe de Coningh, Lieneke le Roux, Wim Bax, Inger van Heijst, Mark Ram, Bob van Tol en Frederik de Groot                                                     | Robert Jan Overeem                       |
| Seizoen 7 (1996)      |                      |                         |                                    | |                   |                               | |                                          |
| 96                    | 1                    | Ilpendam                | Over en sluiten                    | Overmoedig rijgedrag als gevolg van alcoholconsumptie leidt tot een ongeluk waarbij een dodelijk slachtoffer valt. | 5 oktober 1996    | Wik Becker                    | Ad van Kempen, Hidde Schols, Flip Filz, Cecile Heuer, Caya de Groot en Howard van Dodemont                                                                                 | Justus van Oel                           |
| 97                    | 2                    | Driebergen              | De val                             | Een oudere man valt achterover van een trap als hij een overkapping wil repareren. Hij overlijdt ter plaatse. | 12 oktober 1996   | Roel Reiné                    | Frédérique Huydts, Joost Prinsen, Peter Bolhuis en Eric Corton | Paul Feld                                |
| 98                    | 3                    | Zaandam                 | Asfaltrocker                       | Lezen tijdens het rijden op een plek waar aan de weg wordt gewerkt, leidt tot een ongeluk waarbij een dodelijk slachtoffer valt.                                                                                                 | 19 oktober 1996   | Roel Reiné                    | Wim Bax, Esther Leenders, Ghislaine Pierie, Diana Sno en Paul van Soest | Colette Bothof                           |
| 99                    | 4                    | Alphen aan den Rijn     | Killing me softly                  | Opvoeren van een snorfiets. De snorfietsster vliegt bij een uitwijkmanoeuvre uit de bocht, met dodelijke afloop. | 26 oktober 1996   | Hans Walther                  | Fifamè Awunou, Eva Poppink, Perla Thissen, Cees Heyne en Hugo van Riet | Marleen Baart                            |
| 100                   | 5                    | Marken                  | Een Afrikaan in Marken             | Een waterscooter vaart op volle snelheid op een plek waar je slechts stapvoets mag varen en komt in botsing met een zwemmer die dit ongeluk niet overleeft.                                                                      | 2 november 1996   | Elbert van Strien             | Juan Wells, Thomas de Bres, Zachai Zwaan, Pim Veth, Bram van der Veen en Jeroen van Venrooy                                                                                | Paul Feld                                |
| 101                   | 6                    | Naaldwijk               | Marco en Marlies                   | Rijden met te harde muziek, waardoor de bestuurder een ambulance niet hoort aankomen. | 9 november 1996   | Hans Walther                  | Freark Smink, Wendy Brouwer, Sander Commandeur en Arnold Gelderman | Wilma Iemenschot                         |
| 102                   | 7                    | Bergen                  | Oud zeer                           | Twee mannen vinden de dood bij het bekijken van een vliegtuigbom uit de Tweede Wereldoorlog. | 16 november 1996  | Hans Walther                  | Arnold Gelderman, Erik Arens, Maroesja Lacunes en Trins Snijders | Laura Emmelkamp en Guusje van Tilborch   |
| 103                   | 8                    | Culemborg               | Nieuwe liefde                      | Een man neemt te veel risico op een weg die hij dagelijks berijdt. Een afslaande fietser wordt door onoplettendheid door de man geschept.                                                                                        | 30 november 1996  | Bastiaan Tuerlings            | Wim van den Heuvel, Ellen Röhrman en Micha Hulshof | Koert Davidse                            |
| 104                   | 9                    | Den Haag                | Comeback                           | Door oversteken zonder uit te kijken, wordt een jongen aangereden door een onoplettende automobiliste. | 7 december 1996   | Roel Reiné                    | Rik Hoogendoorn | Wilbert Smit                             |
| 105                   | 10                   | Bennebroek              | The young ones                     | Door te hard rijden is een aanrijding niet meer te vermijden. Twee betrokkenen raken gewond. | 14 december 1996  | Elbert van Strien             | Lex Goudsmit, Elly Weller, Peggy Jane de Schepper, Kirsten Mulder en Vincent Croiset                                                                                       | Mark Boode                               |
| 106                   | 11                   | Weesp                   | De dode hoek                       | Een vrachtwagenchauffeur denkt geen dodehoekstickers nodig te hebben. Een meisje dat naast de vrachtwagen fietst, wordt bij het nemen van een bocht door de vrachtauto overreden.                                                | 21 december 1996  | Pieter Kuijpers               | Harry van Rijthoven, Niek Pancras, Marit van Bohemen en Han Römer | Tippie Breukel                           |
| 107                   | 12                   | Echteld                 | Gemeenschap van goederen           | Een verkeersongeluk als gevolg van gebrek aan ervaring in het rijden met een aanhanger. | 28 december 1996  | Wik Becker                    | Elvira Out, Eric van Sauers, Filip Bolluyt en Hiske van der Linden | Alex van Galen                           |
| Seizoen 8 (1997)      |                      |                         |                                    | |                   |                               | |                                          |
| 108                   | 1                    | Barneveld               | Meeveren                           | Verzetten van stoel en spiegel tijdens het rijden. | 4 september 1997  | Stephan Brenninkmeijer        | Marjolein Keuning, Reinout Bussemaker, Hajo Bruins, Han Oldigs, Eddie Brugman en Johan Ooms                                                                                | Ruud Schuurman                           |
| 109                   | 2                    | Ouderkerk aan de Amstel | When a man loves a woman           | Een walkman dragen tijdens het fietsen. | 11 september 1997 | Stephan Brenninkmeijer        | Brechje Lyklema, Titus Boonstra, Joep Sertons, Freerk Bos, Carlo Strijk, Willy van der Griendt en Lisa Visser                                                              |                                          |
| 110                   | 3                    | Ermelo                  | Een slechte partij                 | Een motorrijdster ziet tijden het inhalen een rotonde te laat. | 18 september 1997 | Elbert van Strien             | Camilla Braaksma, Rik Launspach, Arthur Boni en Mariken Wessels | Saskia van Basten Batenburg              |
| 111                   | 4                    | Oosterbeek              | Zwijn                              | Een man valt van een trap door oneigenlijk gebruik van een klustafel. | 25 september 1997 | Wik Becker                    | Ad Knippels, Isolde Hallensleben, Annemarie Prins en Ingeborg Ansing | Susan Glimmerveen                        |
| 112                   | 5                    | Hoofddorp               | Spiegelbeeld                       | Door een rood verkeerslicht rijden leidt tot een ongeluk met drie gewonden. | 2 oktober 1997    | Saskia Vredeveld              | Bram Bart, Edmond Classen, Diana Dobbelman, Fabiënne Meershoek, André Arend van Noord en Linda de Wolf                                                                     | Johanna Jansen                           |
| 113                   | 6                    | Veenendaal              | Verkeerd verbonden                 | Bellen tijdens het rijden. | 9 oktober 1997    | Stephan Brenninkmeijer        | Mariken Wessels, Hugo Haenen, Ineke Veenhoven en Ger van der Grijn |                                          |
| 114                   | 7                    | Schiedam                | Patatje oorlog                     | Een voetballer wordt aangespoord om agressiever te spelen en veroorzaakt daardoor een gescheurde achillespees bij een tegenspeler.                                                                                               | 16 oktober 1997   | Hans Walther                  | Joost Boer, Sander de Heer, Hylke van Sprundel, Perla Thissen, Eric de Visser, Theo van Groningen en Susan Visser                                                          | Bernard van Sterkenburg                  |
| 115                   | 8                    | Dedemsvaart             | Bang                               | Een voormalige politiehond bijt uit angst een man in zijn arm. | 23 oktober 1997   | Ruud Schuurman                | Adriaan Adriaanse, Jules Royaards, Marcel Royaards, Maeve van der Steen en Haïti Kensmil                                                                                   | Berber Martijn                           |
| 116                   | 9                    | Renkum                  | Het verjaardagscadeau              | Door onvoldoende afstand te houden, botst een jongen op een brommer tegen de voor hem rijdende auto die een noodstop moet maken. De jongen loopt hierbij ernstig beschadigde nekwervels op.                                      | 30 oktober 1997   | Hans Walther                  | Jop Joris, Lex Passchier, Pieternel Pouwels, Hein Boele, Hans Somers en Helen Pavias                                                                                       | Helen Pavias                             |
| 117                   | 10                   | Utrecht                 | Sweet dreams                       | Een bouwvakker wordt geraakt door een vallende hamer. Het blijft bij een hersenschudding, omdat de bouwvakker een helm draagt.                                                                                                   | 6 november 1997   | Hans Walther                  | Anita Donk, Cilly Dartell, Frans de Wit, Loes Vos | Hans Sibarani                            |
| 118                   | 11                   | Mijdrecht               | Spookrijder                        | Een man moet uitwijken voor een auto die plotseling van rechts komt en botst frontaal op een tegenligger. | 13 november 1997  | Wik Becker                    | Arjan Kindermans, Rudolf Lucieer en Ellis van den Brink | Paul Feld                                |
| 119                   | 12                   | Bathmen                 | Geen geheimen                      | Een auto in een bocht parkeren, leidt tot een frontale botsing tussen twee auto's. | 20 november 1997  | Ruud Schuurman                | Yorick van Wageningen, Tanja Jess, Ben Ramakers, Aus Greidanus sr., Valentijn Ouwens, Stephan Brenninkmeijer, Mark van der Laan, Klaartje de Schepper en Kenneth Herdigein | Bert Bouma                               |
| 120                   | 13                   | Beverwijk               | Black box                          | Een fietser botst tegen het portier van een auto die door onoplettendheid werd geopend. | 27 november 1997  | Elbert van Strien             | Raymi Sambo, Mike Libanon, Gonny Gaakeer, Mouna Goeman Borgesius, Karin Meerman en Hylke van Sprundel                                                                      | Barbara Martijn                          |
| Seizoen 9 (1998)      |                      |                         |                                    | |                   |                               | |                                          |
| 121                   | 1                    | Hillegom                | Beelden liegen niet                | Een achtervolging leidt tot een ongeluk waarbij een auto een andere auto van achteren aanrijdt, met een whiplash tot gevolg. | 8 september 1998  | Stephan Brenninkmeijer        | Howard van Dodemont, Hella Faassen, Jaap Maarleveld, Annieke Sloet van Oldruitenborgh en Frank Rigter                                                                      | Alex van Galen                           |
| 122                   | 2                    | Uitdam                  | Op reis                            | Een levensgevaarlijke straatrace leidt tot een ongeluk, waarbij een dodelijk slachtoffer valt. | 10 september 1998 | Wik Becker                    | Niels-Ingvar Boer, Koen Jantzen, Eva Duijvestein, Erik Arens en Frans de Wit                                                                                               | Colette Bothof                           |
| 123                   | 3                    | Muiden                  | Een zakelijke overeenkomst         | Door een bocht foutief in te schatten, botst een motorrijder tegen een auto. De motorrijder overleeft dit ongeluk niet. | 17 september 1998 | Ruud Schuurman                | George van Houts, Rob Das, Lieke-Rosa Altink, Krijn ter Braak, Rob Das en Stella van Leeuwen                                                                               | Frank Ketelaar                           |
| 124                   | 4                    | Katwoude                | Time-out                           | Rijden met een te zwaar beladen caravan. | 22 september 1998 |                               | Kees Hulst, Liesbeth Coops, Ricky Koole, Thea Breederveld en Daan Schuurmans                                                                                               |                                          |
| 125                   | 5                    | Westerwolde             | Poldergeest                        | De oververmoeide pater Dobbs botst met zijn auto tegen de voor hem rijdende vrachtwagen en overlijdt in de brand die daardoor ontstaat.                                                                                          | 24 september 1998 | Wik Becker                    | Theo Pont, Jacob Dijkstra, Duck Jetten en Roef Ragas | Paul Feld                                |
| 126                   | 6                    | Oegstgeest              | Wat een dag                        | Oneigenlijk gebruik van een babydraagzak. | 1 oktober 1998    | Adriënne Wurpel               | Martin Schwab, Olaf Malmberg, Joop Wittermans, Chris Jolles en Isa Hoes | Ruud van Megen                           |
| 127                   | 7                    | Ruurlo                  | De witte ruiter                    | Paardrijden zonder helm. | 22 december 1998  | Stephan Brenninkmeijer        | Valerie Faure, Klaartje de Schepper, Robin Rienstra, Karin Meerman, Ernst Zwaan en Gwen Eckhaus                                                                            | Helen Pavias                             |
| 128                   | 8                    | IJmuiden                | Het groene licht                   | Roekeloos rijgedrag van een bromfietskoerier. | 29 december 1998  | Adriënne Wurpel               | Marco Goslinga, Colla Marsman, Angela Schijf en Anita Menist | Frank Herrebout                          |